# Evelyn Ntoko Mase
Evelyn Ntoko Mase, née le 18 mai 1922 à Engcobo (Cap-Oriental) et morte le 30 avril 2004 à Soweto (Gauteng), est une infirmière sud-africaine, et la première femme de Nelson Mandela, de 1944 à 1957.

## Biographie
Le 5 octobre 1944, elle épouse à Johannesburg Nelson Mandela avec qui elle a trois enfants :
- Thembekile, né le 23 février 1945 et décédé dans un accident de moto le 13 juillet 1969 ;
- Makgatho, né le 26 juin 1950 et décédé du SIDA le 6 janvier 2005, épouse Hi Zondi (1957-2003), un enfant (Mandla, né hors-mariage en 1974) ;
- Makaziwe, née en 1954, épouse Isaac Amuah.

Le couple divorce en 1957 après treize ans de mariage à cause des nombreuses absences de Mandela, sa dévotion à la cause révolutionnaire et le fait qu'elle fasse partie des témoins de Jéhovah, une religion qui prône la neutralité politique. Elle est également lassée des infidélités de son mari ; elle apprend qu'il demande le divorce en lisant le journal. Elle se remarie en 1998  avec Simon Rakeepile, homme d'affaires dont elle portera le nom. Elle meurt en 2004.